# Cydninae

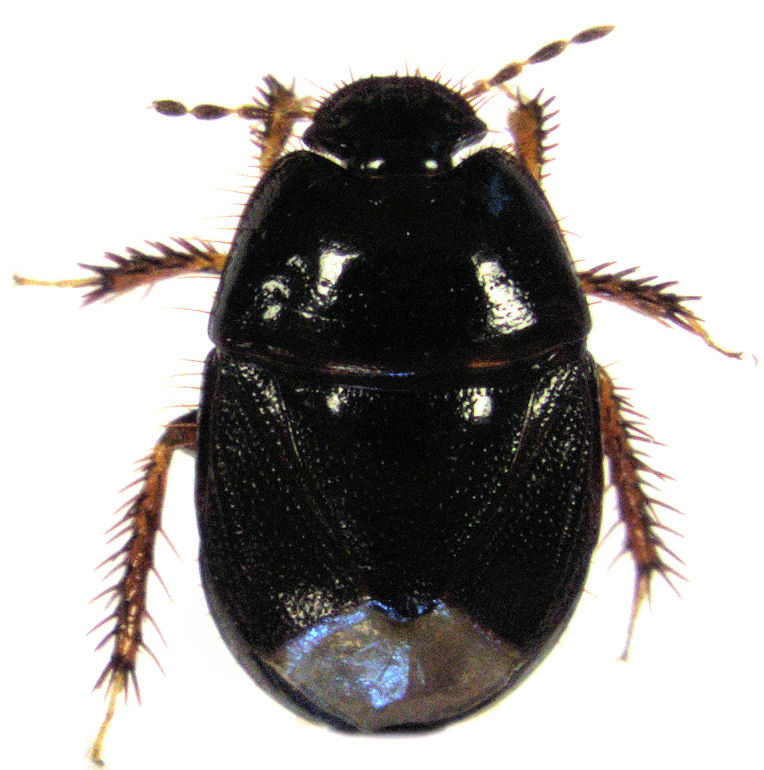
Microporus thoreyi

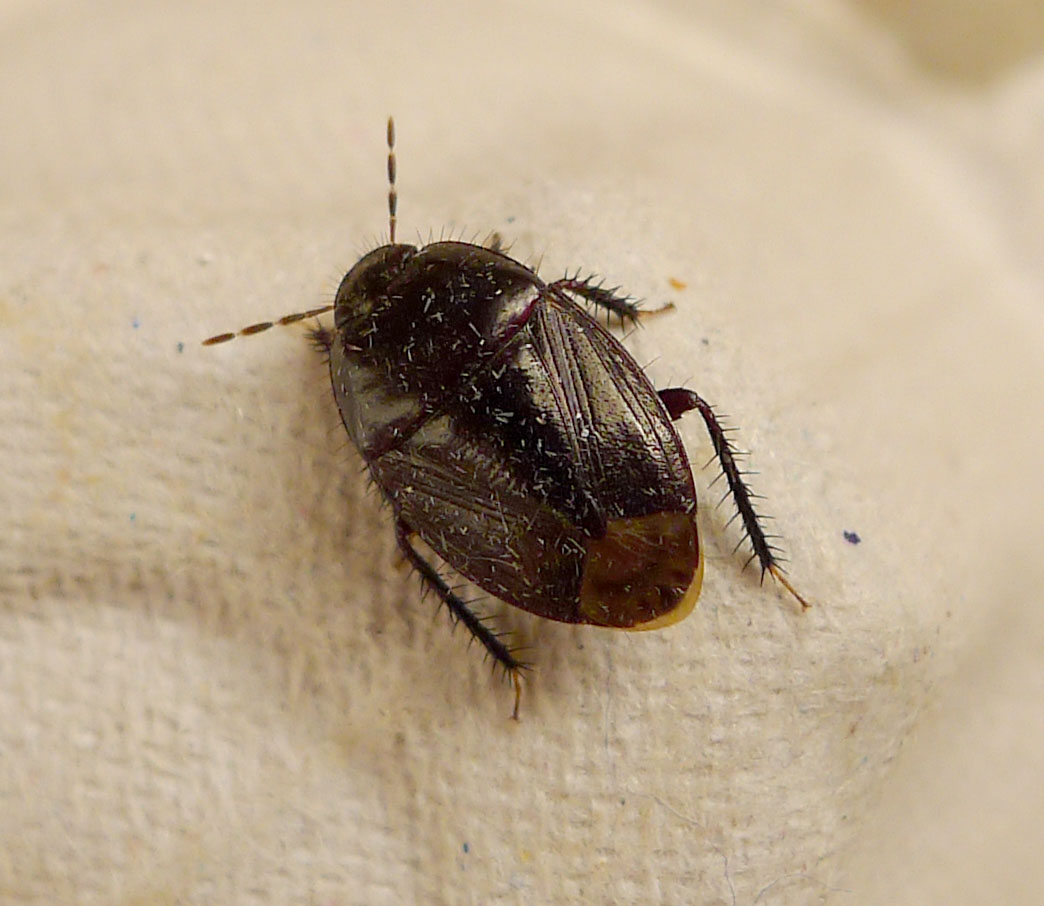
Macroscytus brunneus

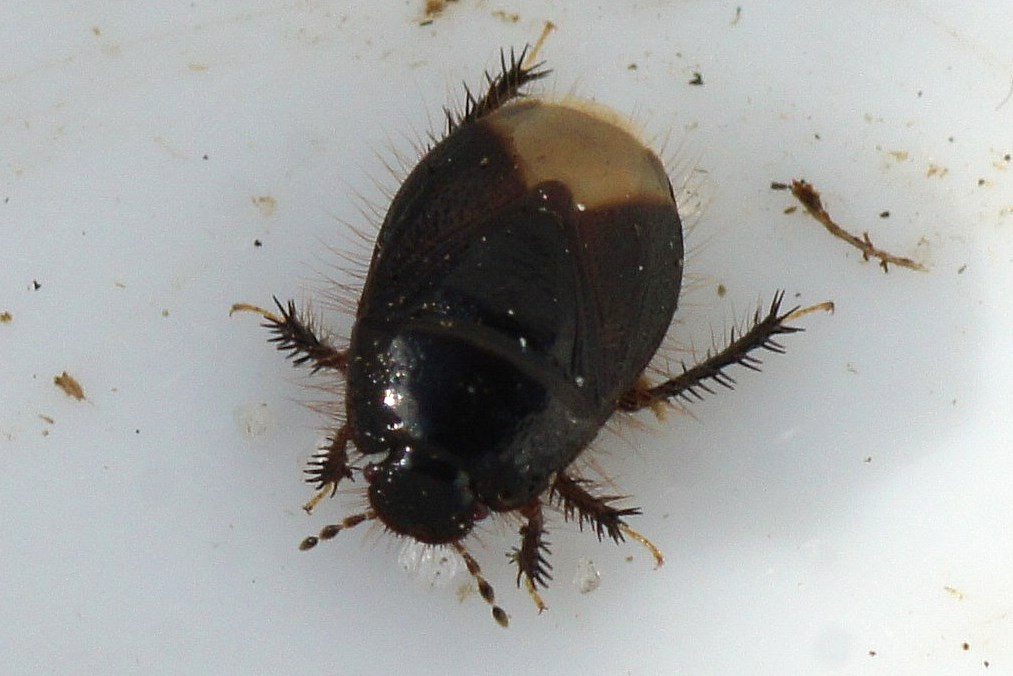
Byrsinus flavicornis

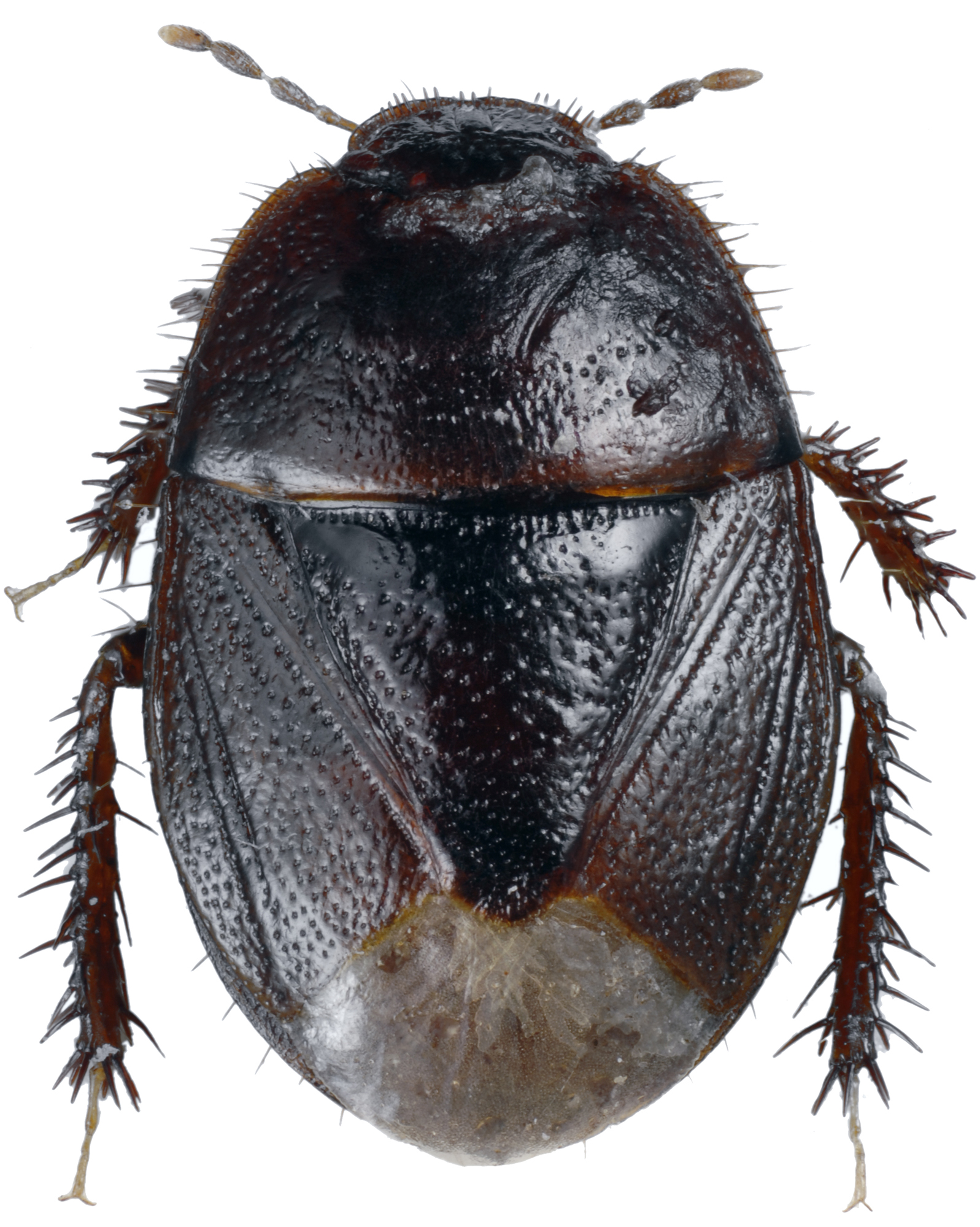
Microporus nigrita

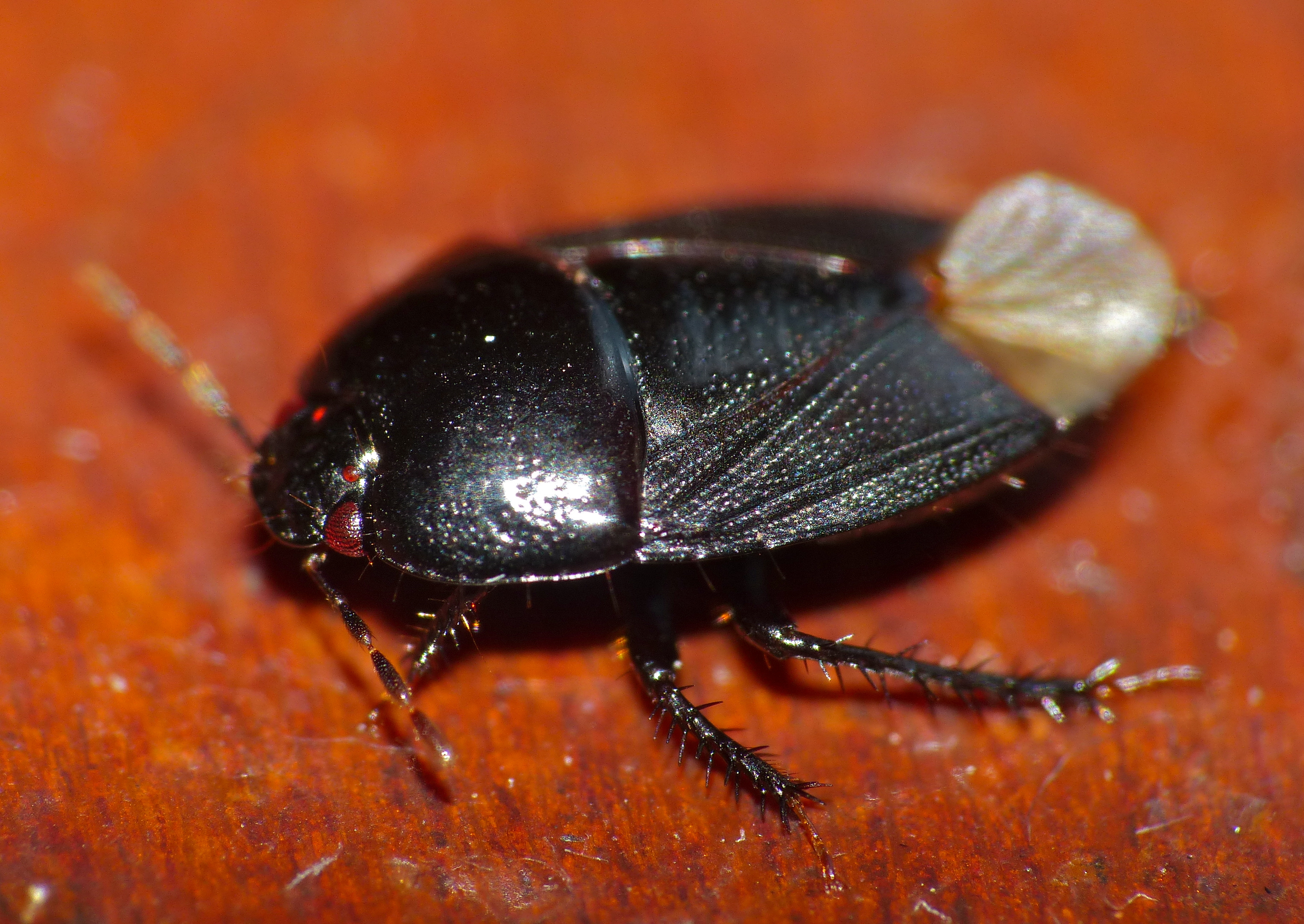
Geocnethus plagiatus

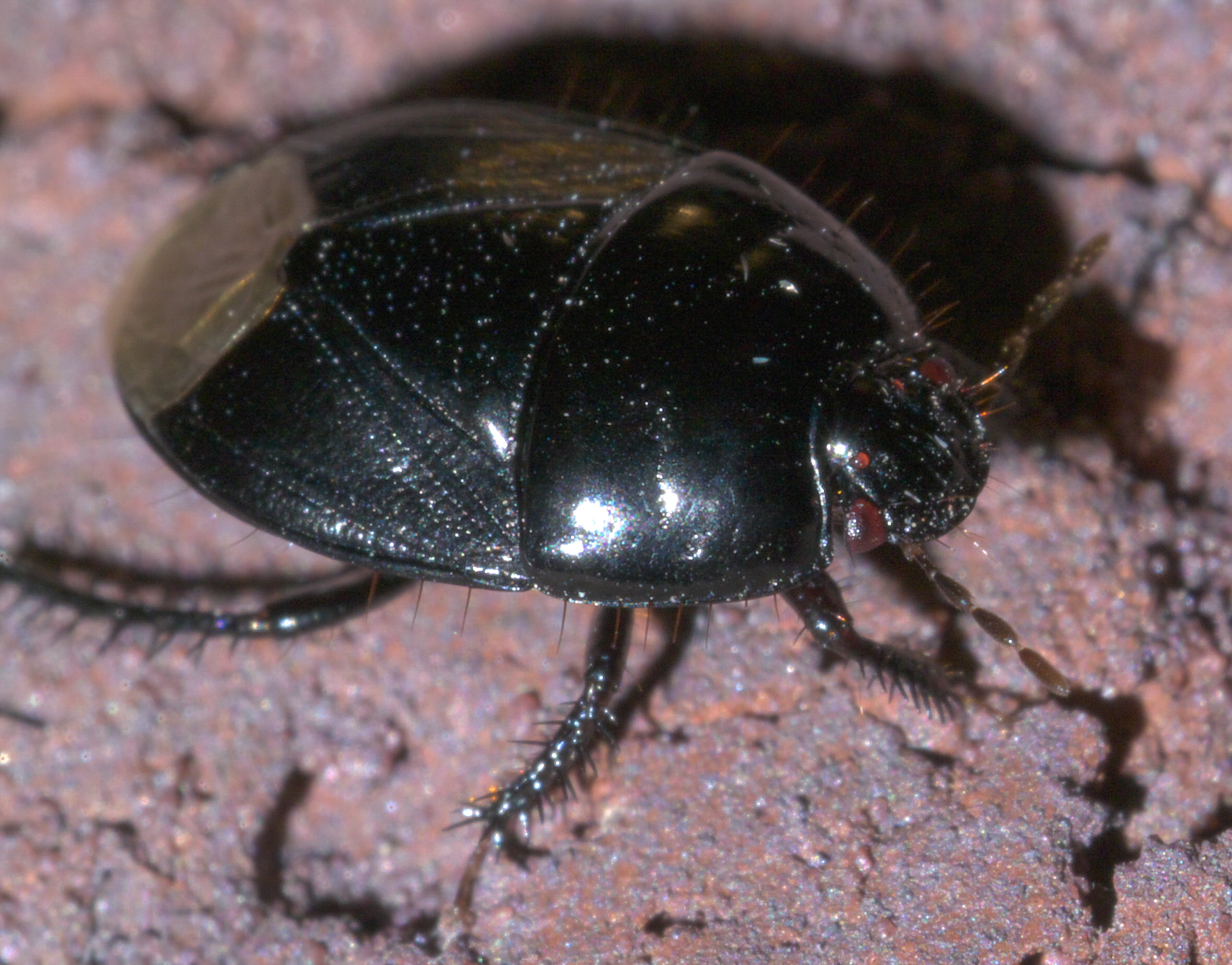
Pangaeus bilineatus

Cydninae – podrodzina pluskwiaków z  podrzędu różnoskrzydłych i rodziny ziemikowatych. Obejmuje ponad 550 opisanych gatunków. Są kosmopolityczne. Zamieszkują glebę, ściółkę i detryrus.

## Morfologia
Pluskwiaki o owalnym w zarysie ciele długości między 2 a 20 mm (u gatunków występujących w Polsce od 2,5 do 13 mm). Ubarwione są czarno, czarnobrązowo lub brązowo, bez jaśniejszych wzorów czy plam i tylko rzadko z metalicznym połyskiem koloru niebieskiego lub fioletowego. Głowa jest trochę rozpłaszczona, na krawędziach zaopatrzona w długie, osadzone w porach szczecinki, a czasem także krótkie, czarne lub ciemnobrązowe kolce. Krótka szczecinka rośnie również w wierzchołkowej części oka złożonego. Wzdłuż brzegów bocznych przedplecza również biegnie rządek osadzonych w porach szczecinek, które osiągają większą długość niż te na głowie. Tylna para skrzydeł ma żyłkę medialną pozbawioną ostrogi lub płatka wchodzącego w komórkę radialną. Odnóża przedniej pary są grzebne; mają spłaszczone, rozszerzone ku szczytowi, uzbrojone w liczne i grube kolce golenie; ich stopy osadzone są w odsiebnych końcach goleni. Wszystkie człony stóp wszystkich par odnóży są jednakowej grubości. Odwłok ma parzyste trichobotria; te na sternicie trzecim umieszczone są z boku lub trochę z przodu przetchlinki, natomiast na kolejnych sternitach są umieszczone coraz bardziej z tyłu, aż wreszcie na siódmym, a często już na szóstym sternicie leżą poprzecznie za przetchlinką.

## Biologia i występowanie
Owady głównie podziemne (geofilne), zasiedlające na stałe górną warstwę gleby lub się w niej zakopujące i tam ssące soki z korzeni i nasadowych części roślin. Część bytuje jednak w ściółce, martwej materii organicznej i szczątkach roślinnych, gdzie żeruje na nasionach.
Podrodzina kosmopolityczna, najliczniej reprezentowana w strefie tropikalnej i subtropikalnej. W Polsce występują trzy gatunki: ziemik włochatobrzuchy, ziemik brunatny i ziemik tarczyca (zobacz też: ziemikowate Polski).

## Taksonomia
Podrodzina ta obejmuje większość zieminkowatych. W zapisie kopalnym znana jest od eocenu. Opisano ponad 550 gatunków należących do niej gatunków, zgrupowanych w 65 rodzajach i 2 plemionach:
- plemię: Cydnini Billberg, 1820
  - Blaena Walker, 1868
  - Blaenocoris J.A. Lis, 1997
  - Centrostephus Horváth, 1919
  - Chilocoris Mayr, 1865
  - Cydnotomus Lis, 2000
  - Cydnus Fabricius, 1803
  - Nishadana Distant, 1899
  - Nishocoris Lis, 1997
  - Parachilocoris Horváth, 1919
  - Paranishadana Lis, 1997
  - Peltoxys Signoret, 1880
  - Pullneya Horváth, 1919
- plemię: Geotomini Wagner, 1963
  - Adrisa Amyot & Audinet-Serville, 1843
  - Aethoscytus Lis, 1994
  - Aethus Dallas, 1851
  - Afraethus Linnavuori, 1977
  - Afroscytus Lis, 1997
  - Alonipes Signoret, 1881
  - Byrsinocoris  Montandon, 1900
  - Byrsinus Fieber, 1860
  - Choerocydnus White, 1841
  - Coleocydnus Lis, 1994
  - Cydnochoerus Lis, 1996
  - Cyrtomenus Amyot & Audinet-Serville, 1843
  - Dallasiellus Berg, 1901
  - Dearcla Signoret, 1883
  - Ectinopus Dallas, 1851
  - Endotylus Horváth, 1919
  - Eulonips Lis, 1996
  - Fromundiellus Lis, 1994
  - Fromundus Distant, 1901
  - Gampsotes Signoret, 1881
  - Geocnethus Horváth, 1919
  - Geopeltus Lis, 1990
  - Geotomus Mulsant & Rey, 1866
  - Hemixesta Bergroth, 1911
  - Hiverus Amyot & Serville, 1843
  - Katakadia Distant, 1899
  - Lactistes Schiodte, 1848
  - Macroscytus Fieber, 1860
  - Megacydnus Linnavuori, 1993
  - Melanaethus Uhler, 1876
  - Mesocricus Horváth, 1884
  - Microporus Uhler, 1872
  - Microscytus Lis, 1993
  - Onalips Signoret, 1881
  - Pangaeus Stål, 1862
  - Paraethus Lis, 1994
  - Peltoscytus Lis, 1993
  - Peribyssus Puton, 1888
  - Plonisa Signoret, 1881
  - Prokne Linnavuori, 1993
  - Prolactistes Lis, 2001
  - Prolobodes Amyot & Serville, 1843
  - Pseudonalips Froeschner, 1960
  - Pseudoscoparipes Lis, 1990
  - Raunoloma Lis, 1999
  - Rhytidoporus Uhler, 1877
  - Scoparipes Signoret, 1879
  - Scoparipoides Lis, 1990
  - Shansia Esaki & Ishihara, 1951
  - Shillukia Linnavuori, 1977
  - Teabooma Distant, 1914
  - Tominotus Mulsant & Rey, 1866
- plemię: incertae sedis
  - †Cydnopsis Heer, 1853
  - †Paleofroeschnerius Schaefer 1986[4]